# Nakajima Ki-43 Hayabusa
Nakajima Hayabusa (pilgrimsfalk) var ett japanskt lätt jaktflygplan utvecklat av Nakajima Hikoki KK för den Kejserliga japanska arméns luftkår som var i bruk under andra världskriget. I västvärlden kallas planet vanligen efter dess typnummer: Ki-43 (japanska: キ43, "Fpl-43"), men inhemskt benämns den främst efter dess typbeteckning: Ichi-shiki sentōki (japanska: 一式戦闘機, "Jaktflygplan Typ 1") – se avsnittet namn. Dess allierade rapporteringsnamn var Oscar.
Planet var ett enmotorigt lågvingat helmetallplan med pålagrad ensitsig förarkabin för 360° graders synfält, driven av en dragande Nakajima 14-cylinders stjärnmotor i olika modeller. Planets beväpning bestod av två fast lagrade eldvapen i varierande kaliber, belägna i övre nosparti skjutandes synkroniserat genom propellerarken genom hål i motorkåpan. Dess mest ikoniska beväpning bestod av två stycken 12,7 mm Ho-103 tunga kulsprutor placerade ovanpå motorn som sköt genom propellern. Planet kunde även bära en flygbomb upp till 250 kg under vardera vinge och experiment med jaktraketer förekom.[källa behövs]

## Namn
Ki-43 var ett stridsflygplan härrörande Kejserliga japanska arméns luftkår (japanska: 大日本帝國陸軍航空部隊; Dainippon Teikoku Rikugun Kōkūbutai) och benämndes enligt deras beteckningssystem. Två huvudsakliga namn fanns för flygplanstypen: typnummer och typbeteckning.
- Typnummer: Ki-43 (japanska: キ43; Ki yon-jū san). Typnummer är planets kronologiska nummer i Kejserliga japanska arméns luftkår. Prefixet "Ki" (katakana: キ) är en förkortning av "kitai" (kanji: 機体; "flygmaskin–kropp") som betyder flygskrov. Ki-43 betyder därför ungefär "Flygplanskrov nummer 43" och kan ungefärligt översättas till Flygplan 43 med avseende på "Ki" (svensk militärförkortning: Fpl-43).

- Typbeteckning: Jaktflygplan Typ 1 (japanska: 一式戦闘機; Ichi-shiki sentōki). Typbeteckning är planets beskrivande beteckning i Kejserliga japanska arméns luftkår. Suffixet "Typ 1" är planets modellår enligt det japanska kejsaråret "kōki 2601" (kanji: 皇紀 2601), även känd som "Shōwa 16", vilket är likvärdigt med det gregorianska året 1941. Jaktflygplan Typ 1 betyder därför ungefär "Jaktflygplan modell 1941" (jaktplan m/41).

Utöver dess formella namn bar planet även vanligen smeknamnet Hayabusa (kanji: 隼) som betyder Pilgrimsfalk. Andra förekommande smeknamn var Typ 1 (kanji: 一式) och Jakt Typ 1 (kanji: 一式戦).

## Utveckling
Ki-43 designades av Hideo Itokawa som svar på ett anbud som hade skissats fram i december 1937. Specifikationerna krävde ett lätt jaktplan som skulle ersätta det existerande Nakajima Ki-27. Kraven avsåg en topphastighet på minst 500 km/h, en stigförmåga på 5000 meter inom 5 minuter, en operationell räckvidd på minst 800 km samt manöverbarhet som var minst likställd med föregångaren Ki-27. 
Arbetet fortskred och i januari 1939 stod första prototypen redo för provflygning. Det visade sig dock att Ki-43 inte levde upp till förväntningarna, och många testpiloter ansåg att planet inte var en tillräcklig, om alls, en uppgradering från Ki-27. Itokawa och hans arbetslag skred till verket och genomförde en rad förbättringar i en serie nya prototyper vilka inkluderade lägre vikt, smalare flygkropp, och ett nytt stjärtparti. När den trettonde prototypen stod klar, som inkluderade de ovan nämnda förbättringarna och dessutom nya fowlerklaffar, ansågs Ki-43 vara redo för serieproduktion.

## Användning
Antalet Ki-43 ökade snabbt och kom att bli Kejserliga Arméns mest använda jaktplan. Planet såg sin introduktion över Kina i oktober 1941, där den visade imponerande resultat. Ki-43 sattes tidigt in mot de Flygande Tigrarna, som använde sig av P-40 Warhawk. Ki-43 ansågs så pass farlig att General Chennault förbjöd sina män att gå i strid med Ki-43, och de råddes istället använda sig av de amerikanska planens överlägsna dykförmåga för att snabbt ta sig därifrån. Även mot australiensiska och brittiska flygförband visade sig Ki-43 vara överlägsen. Vid ett tillfälle i december 1942, gick 18 Ki-43 i strid med 13 australiensiska Brewster Buffalo över Malaysia. Efter striden rapporterade Japan en förlorad Ki-43 mot 11 Brewster Buffalo. 
Likt A6M Zero led Ki-43 av nackdelar, så som frånvaron av bepansring och självförslutande bränsletankar, vilket gjorde planet sårbart för fiendeeld. Den låga vikten som gav Ki-43 dess överlägsna manöverbarhet innebar även att planet inte kunde hålla jämna steg med de tyngre amerikanska planen i dykningar, som snabbt blev en populär defensiv taktik för amerikanska piloter. Den lätta beväpningen, som gradvis uppgraderades under krigets gång, var även den ett problem. 
Ki-43s initiala överlägsenhet varade inte. När nya amerikanska jaktplan som P-38 Lightning och F4U Corsair började dyka upp i luftrummet sent 1942 visade Ki-43 sina första tecken på föråldring. De allierade piloterna utvecklade nya taktiker som mitigerade Ki-43s överlägsna manöverbarhet, och Japans generella krigssituation hade tvingat Ki-43 i en defensiv roll där erfarna japanska piloter i ökande takt ersattes av nya piloter med betydligt lägre nivå på erfarenhet och utbildning, vilket ytterligare förvärrade förlustsiffrorna. 
Trots planets obsolescens fortsatte produktionen, och Nakajimas ingenjörer uppgraderade gradvis planet i nya varianter med kraftfullare motorer, tyngre beväpning och bättre räckvidd. Den sista varianten, Ki-43-III, sattes i produktion så sent som juli 1944. 
Vid krigsslutet i augusti 1945 var Ki-43 fortfarande i tjänst, och hade vid den tidpunkten börjat användas i kamikaze-attacker. 
Flera japanska piloter blev flygaräss i Ki-43, däribland Satoshi Anabuki (39 luftsegrar), Guichi Sumino (27 luftsegrar) och Iwataro Hazawa (15 luftsegrar). 
Förutom Kejserliga japanska arméns luftkår, kom Ki-43 att användas av Manchukuo, Thailand, Folkrepubliken Kina, Republiken Kina, Frankrike (I Indokina), Indonesien, och enligt vissa källor, Nordkorea.

## Versioner

### Ki-43-I
Ki-43-I var den första varianten av Ki-43. Den hade en två-bladig propeller driven av en Nakajima Ha-45 typ 99 14-cylinders stjärnmotor på 882 hästkrafter. Ki-43-I kom att ha 3 primära varianter av sig, alla baserade på beväpning.
- Ki-43-I Kō – modell 1 A (一型甲) – Variant beväpnad med 2 stycken 7,7 mm typ 89 kulsprutor i nosen med 500 patroner per ksp.[4] Den bar även självförslutande bränsletankar, dock så monterades dessa bort senare och återkom inte till någon annan variant för att öka prestandan på planet.
- Ki-43-I Otsu – modell 1 B (一型乙) – Variant där man har bytt ut en av 7,7 mm kulsprutorna mot en 12,7 mm Ho-103 tung kulspruta med 270 patroner.[4]
- Ki-43-I Hei – modell 1 C (一型丙) – Variant där man har bytt ut den sista av 7,7 mm kulsprutorna mot en 12,7 mm Ho-103 tung kulspruta med 270 patroner (540 patroner totalt för båda kulsprutorna).[4] Två stycken 30 kilos bomber kunde även fästas under vingarna. Alla "Kō" och "Otsu" modeller kom att med tiden uppgraderas till denna variant då fler 12,7 mm Ho-103 kulsprutor blev tillgängliga.

### Ki-43-II
Ki-43-II introducerade en ny starkare motor, den så kallade Nakajima Ha-115 14-cylinders motorn på 995 hk, som drev en 3-bladig propeller. Förutom detta kortades och stärktes vingarna som gav dem en mer fyrkantig form och cockpiten blev mer aerodynamisk och rundad i formen. Man gav även planet ett reflexsikte. Under prototypstadiet testade man även självförslutande bränsletankar men detta gick aldrig över till produktionsvarianten.
- Ki-43-II Kō – modell 2 A (二型甲) – Grundvarianten av Ki-43-II. Denna variant bar två stycken 12,7 mm Ho-103 tunga kulsprutor med 250 patroner per kulspruta[5] och var den första Ki-43 varianten att ha ökad bombkapacitet. Man kunde bära två bomber av typerna: 50 kg arme typ 94 minbomb, 100 kg arme typ 94 minbomb eller 250 kg arme typ 92 minbomb.[5] Under dess tjänst blev den uppgraderad med bland annat en förbättrad oljekylare, landningslampor och en pansarsköld för piloten.
- Ki-43-II Otsu – modell 2 B (二型乙) – "Otsu"-varianten av Ki-43-II fick radioutrustning och planet hade en pansarsköld för piloten från början. Planet hade även pilotbegränsningar för att piloten inte skulle överanstränga planet med kraftiga flygmanövrar. Senare produktionsexemplar fick även möjligheten att montera fälltankar.
- Ki-43-II Kai – modell 2 Kaizen (二型改) – Denna version fick modifierade avgasrör vilket gav motorn ungefär 30-extra hästkrafter. Förutom detta fick den en extra 151 liters bränsletank i kroppen.

### Ki-43-III
Den sista huvudvarianten av Ki-43 att se tjänst, Ki-43-III fick en starkare motor av typen Nakajima Ha-115-II som hade hela 1,230 hk (920 kw). Förutom detta kunde planet bära två stycken 170 liters fälltankar som gjorde att planet kunde hålla sig i luften på full gas i ca 3 timmar.
- Ki-43-III Kō – modell 3 A (三型甲) – Första varianten av Ki-43-III och den enda att se tjänst. Denna modell kunde montera skidor på landningsstället för tjänst i snöiga områden.
- Ki-43-III Otsu– modell 3 B (三型乙) – Två prototyper försedda med Mitsubishi Ha-112-II stjärnmotorer beväpnade med två stycken 20 mm Ho-5 automatkanoner var med 150 patroner per kanon.[6]

### Ki-62 (projekt)
Ki-62 var ett projekt att göra om Ki-43 till ett höghöjdsjaktflygplan för att kontra höghöjdsbombflygplan. Idén byggde på att förse Ki-43 med en starkare motor och beväpning. Beväpningen skulle bestå av två stycken 30 mm eller 40 mm automatkanoner (troligen 30 mm Ho-155 eller 40 mm Ho-301).